# حسن کلنگی
حسن کلنگی یک روستا در ایران است که در بخش مرکزی شهرستان سربیشه واقع شده‌است. حسن کلنگی ۶۲ نفر جمعیت دارد.
روستای حسن کلنگی به همراه روستایی در نزدیکی آن به نام شوشک، روستاهای آبا و اجدادی یکی از بزرگترین طوایف خراسان جنوبی به نام کلنگی‌خواه‌ها یا کلنگی‌ها هستند.